# Preoci
Preoci (albanska: Preoc med böjningsformen Preoci; serbiska: Преоце, Preoce) är en by i Kosovo. Byn har en stor population av serbiska romer men även etniska serber bor i området. Byn låg tidigare i det av den svenska KFOR-styrkan benämnda området "Triaden" några mil söder om Pristina med de två andra serbiska byarna Çagllavica och Lapjle Selo som närmsta grannar.
Kosovos största väg som leder via Nordmakedonien och slutar i grekiska Thessaloniki, avgränsar ovannämnda byar.
Från och med 2001 inledde etniska albaner en allt mer utökad press på den etniskt serbiska och romska befolkningen i området "Triaden", bland annat då markpriserna i Pristina med omnejd stigit kraftigt.
Preoce ingick tidigare i den svenska KFOR-styrkans område.